# 抽象殊相
抽象殊相（英語：Abstract particulars）是指这样的形而上学的诸实体，它们既是诸抽象客体，又是诸殊相。 

## 例子
作为个体的数字，它们经常被认为是抽象殊相，因为它们既不是具体客体，又不是共相：也就是说，它们是特殊的（殊相的）事物，作为自身不在时空中出现的东西而存在。转义是另一个这样的例子，这种实体是抽象殊相。

## 历史
抽象殊相性（英語：Abstract particularity）是格奥尔格·威廉·弗里德里希·黑格尔在《逻辑学》（1816年第2卷）中引入到哲学中的概念。

## 推荐阅读
- Campbell, Keith（英语：Keith Campbell (philosopher)）, 1981. “The Metaphysic of Abstract Particulars,” Midwest Studies in Philosophy 6: 477–488.
- Stout, G. F.（英语：George Stout）, 1921. “The Nature of Universals and Propositions,” The Problem of Universals, ed. Charles Landesman, New York: Basic Books, 1971: 154–166.
- Stout, G. F., 1923 “Are the Characteristics of Particular Things Universal or Particular?,” The Problem of Universals, ed. Charles Landesman, New York: Basic Books, 1971: 178–183.
- Rosen, Gideon. . 扎尔塔, 爱德华·N  (编). . 2001-07-19.